# 鹿原育
鹿原 育（かのはら いく、1973年11月10日 - ）は、日本の小説家、ライトノベル作家。

## 経歴・人物
愛知県出身。愛知淑徳大学文学部国文学科言語文化コース卒業。大学在学中の1994年、投稿作「君の嵐」が第8回ウィングス小説大賞で優秀賞を受賞し、同作が新書館『小説ウィングス』に掲載されデビュー作となる。1995年には、「うちへ、帰ろう」が小学館主催の第14回パレットノベル大賞にて佳作を受賞し、その後書き下ろし作品『不滅の流れ星』で単行本デビューした。

## 作品リスト

### 単行本
- 『不滅の流れ星 Witch's countdown』（小学館パレット文庫、1997年11月）
- 『波の彼方へ レジェンド・オブ・ダーカス』（小学館キャンバス文庫、1997年12月）
- 『朱い竜』（小学館キャンパス文庫、1999年7月）

### 雑誌掲載作品
- 「君の嵐」 - 『小説ウィングス』第8号（新書館、1994年8月）
- 「炎獄 Believing High and Low」 - 『小説ウィングス・スペシャル WINGS別冊』（新書館、1995年6月）